# Bubenheim (Palatinat)
Pour les articles homonymes, voir Bubenheim.
Bubenheim est une municipalité allemande située dans le land de Rhénanie-Palatinat et l'arrondissement du Mont-Tonnerre.

## Jumelage
- Oberbösa (Allemagne)